# Nick Nurse
Nicholas David Nurse (Carroll, 24 juli 1967) is een Amerikaans voormalig basketballer en huidig basketbalcoach.

## Carrière
Nurse speelde collegebasketbal voor de Northern Iowa Panthers van 1985 tot 1989. In zijn laatste jaar als student (1989/90) was hij ook assistent-coach van de Panthers. Nurse speelde een seizoen profbasketbal voor de Derby Rams als speler-coach. In 1991 werd hij op 23-jarige leeftijd hoofdcoach van de Grand View Vikings van Grand View University. Hij was er twee seizoenen lang coach. In 1993 werd hij assistent-coach van de South Dakota Coyotes en was er assistent voor twee seizoenen.
In 1995 keerde hij terug naar het Verenigd Koninkrijk en tekende hij als hoofdcoach bij de Birmingham Bullets. In 1996 werd hij Brits landskampioen met de Bullets. In 1998 werd hij hoofdcoach van de Belgische club BC Oostende. Nog in 1998 tekende hij opnieuw in de Britse competitie bij Manchester Giants, in 2000 werd hij met de Giants Brits landskampioen en werd verkozen tot BBL Coach of the Year. Voor het seizoen 2000/01 was hij coach van de London Towers. In de zomer van 2001 was hij assistent-coach van de Oklahoma Storm.
Van 2001 tot 2006 was hij coach van de Brighton Bears, in 2005 was hij voor een tweede keer assistent-coach van de Oklahoma Storm. In 2007 werd hij hoofdcoach van de Iowa Energy uit de NBA D-League. Hij won de D-League in 2011 en werd verkozen tot NBA D-League Coach of the Year. Van 2009 tot 2012 was hij assistent-coach onder Chris Finch van de Britse nationale ploeg. In 2011 verliet hij de club en tekende bij Rio Grande Valley Vipers waarmee hij een tweede keer de D-League won. In 2013 werd hij assistent-coach bij de Toronto Raptors onder Dwane Casey. Na zijn ontslag in 2018 nam Nurse over als hoofdcoach. In zijn eerste seizoen als hoofdcoach werd hij meteen NBA-kampioen voor de eerste keer in de geschiedenis van de club. In 2020 werd hij verkozen tot NBA Coach of the Year. Van 2019 tot 2023 was Nurse hoofdcoach van de Canadese nationale ploeg.
In 2023 werd Nurse hoofdcoach van de Philadelphia 76ers.

## Erelijst
- NBA-kampioen: 2019
- NBA Coach of the Year: 2020
- NBA All-Star Game hoofdcoach: 2020
- NBA D-League: 2011, 2013
- NBA D-League Coach of the Year: 2011
- Brits landskampioen: 1996, 2000
- BBL Coach of the Year: 2000, 2004
- BBL All-Star Game hoofdcoach: 1995, 1997, 1999, 2001
- Brits bekerwinnaar: 2003
- BBL Trophy: 1999
- Belgisch bekerwinnaar: 1998
- Belgisch supercup: 1998
- Olympische Spelen: 2012

1 McCaw ·
2 Leonard ·
3 Anunoby ·
7 Lowry ·
8 Loyd ·
9 Ibaka ·
13 Miller ·
14 Green ·
15 Moreland ·
17 Lin ·
20 Meeks ·
23 VanVleet ·
24 Powell ·
25 Boucher ·
33 Gasol ·
43 Siakam ·
Coach Nurse